# Andre Gower
Jon Andre Gower (Los Angeles, 27 aprile 1973) è un attore statunitense.

## Biografia
Andre Gower ha iniziato la sua carriera come attore bambino a soli cinque anni nel film per la TV The Man in the Santa Claus Suit (1979).
Il suo primo vero ruolo risale al 1981 nella soap opera della CBS Febbre d'amore dove ha interpretato il personaggio di Brooks Prentiss.
Ha recitato in numerose serie TV, tra le quali A-Team, T.J. Hooker, Ai confini della realtà e Il mago dove ha avuto un ruolo da guest star, e Signor presidente, serie televisiva della Fox che lo ha visto tra i protagonisti per due stagioni assieme a George C. Scott.
Sul grande schermo, nel 1987 è stato protagonista della commedia horror Scuola di mostri, diretta da Fred Dekker.

## Filmografia

### Cinema
- Kiss My Grits, regia di Jack Starrett (1982)
- Scuola di mostri (The Monster Squad), regia di Fred Dekker (1987)
- Sweet Deadly Dream, regia di Walter Stewart (2006)
- Vault of Darkness, regia di Adam Hulin (2009)
- Terremoto 10.0 (10.0 Earthquake), regia di David Gidali (2014)
- Caesar and Otto's Paranormal Halloween, regia di Dave Campfield (2015)
- Jo and the Pirates, regia di 
Adam Murray (2016)
- Changeover, regia di Estes Tarver (2016)
- Baby Frankenstein, regia di Jon YonKondy (2018)
- Wish Upon a Unicorn, regia di Steve Bencich (2020)
- Retro Freaks, regia di Michael Goldermann e David James Ryan (2022)
- The Demons Within, regia di Stephanie Hensley (2023)

### Televisione
- The Man in the Santa Claus Suit, regia di Corey Allen – film TV (1979)
- Il tempo della nostra vita (Days of Our Lives) – soap opera, 8 puntate (1980)
- The Big Stuffed Dog, regia di Robert Fuest – film TV (1981)
- Febbre d'amore (The Young and the Restless) – soap opera, 3 puntate (1981)
- Nove in famiglia (Baby Makes Five) – serie TV, 5 episodi (1983)
- A cuore aperto (St. Elsewhere) – serie TV, episodio 2x11 (1984)
- Bloopers & Practical Jokes – serie TV, episodio 2x05 (1984)
- A-Team (The A-Team) – serie TV, episodio 3x05 (1984)
- Autostop per il cielo (Highway to Heaven) – serie TV, episodi 3x08-3x09 (1984)
- Amanti, regia di Richard Lang – film TV (1985)
- Supercar (Knight Rider) – serie TV, episodio 3x16 (1985)
- Giudice di notte (Night Court) – serie TV, episodio 2x22 (1985)
- T.J. Hooker – serie TV, episodi 4x19-5x01 (1985)
- Ai confini della realtà (The Twilight Zone) – serie TV, episodio 1x08 (1985)
- Nancy, Sonny & Co. (Making a Living) – serie TV, episodio 3x09 (1985)
- Mai dire sì (Remington Steele) – serie TV, episodio 4x13 (1986)
- Fathers and Sons – serie TV, 4 episodi (1986)
- Il mago (The Wizard) – serie TV, episodio 1x05 (1986)
- Heart of the City – serie TV, episodi 1x01-1x04 (1986)
- Mathnet – serie TV, episodio 1x03 (1987)
- Square One TV – serie TV, 4 episodi (1987)
- L'ultimo cavaliere elettrico (Sidekicks) – serie TV, episodio 1x21 (1987)
- I miei due papà (My Two Dads) – serie TV, episodio 1x13 (1988)
- Signor presidente (Mr. President) – serie TV (1987-1988)
- La famiglia Hogan (The Hogan Family) – serie TV, 6 episodi (1988-1989)
- Mr. Belvedere – serie TV, episodio 6x06 (1989)
- Bella dolce baby sitter, regia di Nancy Leopardi – film TV (2014)
- Frequency Bandits – serie TV, episodio 1x03 (2017)
- The Indie Escape Network – serie TV (2021)